# BV-1248
La BV-1248 és la carretera que enllaça Sabadell amb Matadepera, al Vallès Occidental. S'inaugurà el 1889 i en fou un dels promotors Miquel Ustrell i Serrabogunyà.